# ヤロメロジュニア出発進行!
ヤロメロジュニア出発進行!（ヤロメロジュニアしゅっぱつしんこう）は、かつてラジオたんぱ（現・ラジオNIKKEI ＝ 日経ラジオ社）の月曜日から金曜日16:00 - 16:50の時間帯で放送されていたラジオ番組。
午後5時台の時間帯で放送されていた『ヤロウどもメロウどもOh!』と同じく、東京本社の公開放送用スタジオ 第0スタジオ（スタジオゼロ）から生放送され、本番組と2番組を合わせて『ヤロメロワイド』と称された。
パーソナリティは『ヤロウどもメロウどもOh!』がラジオたんぱ独自で選出したパーソナリティが中心だったのに対して、当番組は当時の新人、中堅を中心としたタレント、俳優などを起用した。リスナー年齢層は『ヤロメロOh!』よりも下の中学生程度の年齢層を対象としていた。
小森まなみがラジオたんぱに初出演した番組として知られている。水島裕は当番組から『満載ラジオ555!』が終了する1990年までの10年間、ラジオたんぱ平日夕方の番組に出演した。

## パーソナリティ
月曜日
- 棟里佳 （1980年4月 - 1980年9月）
- 長谷川初範 （1980年10月 - 1981年3月）
- 中尾隆聖 （1981年4月 - 1983年3月）

火曜日
- 柳志津男 （ラジオたんぱアナウンサー(当時)、1980年4月 - 1980年7月）
- 渋谷哲平 （1980年7月 - 1981年3月）
- 水島裕 （1981年4月 - 1983年3月、金曜日を兼任）

水曜日
- 水島裕 （1980年4月 - 1981年3月、 火曜日、金曜日へ移動）
- 松原秀樹 （1981年4月 - 1982年3月）
- 柳沢慎吾 （1982年4月 - 1983年3月）

木曜日
- 水島裕 （1980年4月 - 1981年3月、水曜日を兼任。火曜日、金曜日へ移動）
- 大村波彦 （1981年4月 - 1981年9月）
- 堤大二郎 （1981年10月 - 1983年3月）

金曜日
- 小森まなみ （1980年4月 - 1980年9月、　『ヤロウどもメロウどもOh!』水曜日へ移動）
- 大村波彦 （1980年10月 - 1981年3月、木曜日へ移動）
- 水島裕 （1981年4月 - 1982年3月、火曜日を兼任）
- 清水國明 （1982年4月 - 1983年3月）

## 主なコーナー
棟里佳
- リカのちっちゃな幸せ
- リカの役者に挑戦

柳志津男
- 未知との遭遇

小森まなみ
- サドガ島クラブ
- マミの小狸探偵団

中尾隆聖
- 悪のり大将大集合
- ロマンティックシアター
- ハローなんでもQ&A
- 一人で絶賛ベスト3

渋谷哲平
- 哲平のハチャメチャクチャコント
- 哲平のサウンドインエックス

水島裕
- イヤミストリート
- こわ～いお話
- にきび110番
- 青春クローズアップ
- 心の伝言板
- ヤロメロ百科大事典
- アニメフレッシュパック
- You You Date
- 裕の星

| ラジオたんぱ（現・ラジオNIKKEI） 夕方ワイド番組（16:00台） | ラジオたんぱ（現・ラジオNIKKEI） 夕方ワイド番組（16:00台） | ラジオたんぱ（現・ラジオNIKKEI） 夕方ワイド番組（16:00台） |
| 前番組                                                     | 番組名                                                     | 次番組                                                     |
| ---------------------------------------------------------- | ---------------------------------------------------------- | ---------------------------------------------------------- |
| ふれあいスタジオ （16:00 - 18:00）                         | ヤロメロジュニア出発進行!                                  | 日本全国ヤロメロどん! （16:00 - 18:00）                    |